# Maurício Hora
Maurício Hora é um fotógrafo e líder comunitário da favela Morro da Providência, nascido no Rio de Janeiro. É um dos fundadores do Centro Cultural Casa Amarela, junto com o fotógrafo francês JR, localizado na comunidade.
A história de vida de Maurício foi retratada no livro Morro da Favela, ilustrado por André Diniz. O livro foi publicado pela primeira vez no Brasil em 2011 pelo selo Barba Negra, da editora LeYa, sendo posteriormente lançado na França (Photo de la Favela, Des ronds dans l'O, 2012) e em Portugal (Edições Polvo, 2013). Em 2012, o livro ganhou o Troféu HQ Mix na categoria Melhor Edição Especial Nacional.
Hora participou na exposição coletiva "Valongo à Favela: imaginário e periferia" com curadoria de Clarissa Diniz e Rafael Cardoso, realizada no Museu de Arte Moderna em 2015 e na exposição individual "Morro da Favela à Providência de Canudos" no Centro Cultural BNDES em 2017.
O fotógrafo também é conhecido como ativista, defensor dos direitos de sua comunidade. Junto com a urbanista Theresa  Williamson, publicou um artigo no jornal The New York Times sobre as remoções de moradores nas favelas cariocas durante as obras para as Olimpíadas. Também deu entrevistas para o site Reuters e aparece em documentários sobre o Morro da Providência ou sobre a política das UPPs.